# Kamen
Kámen je trd mineralen predmet, ki sestavlja zemeljsko skorjo. Kamnine sestavljajo kamninotvorni minerali. Kamnine so nastale na različne načine, v grobem ločimo sedimentne kamnine, ki so nastale z usedanjem materiala v sedimentacijskih bazenih, magmatske kamnine (predornine in globočnine) in metamorfne kamnine, ki so bile z različnimi geološkimi procesi preoblikovane. Kamnine v Sloveniji so večinoma karbonati, katerih značilna predstavnika sta apnenec in dolomit. 